# Seututie 180
Pour les articles homonymes, voir Route 180.
La route régionale 180 (finnois : Seututie 180) ou route de l'archipel (finnois : Saaristotie) est une route régionale allant de Kaarina à Korpo dans la commune de Parainen en Finlande-Propre.

## Description
La route régionale 180 part son croisement avec la valtatie 1 à Kaarina puis elle traverse le centre de  Parainen et celui de Nauvo et se termine à Korpo après un parcours de 75 kilomètres.
La route 180 fait partie de la route touristique de l'archipel de Turku appelée route périphérique de l'archipel.

## Parcours

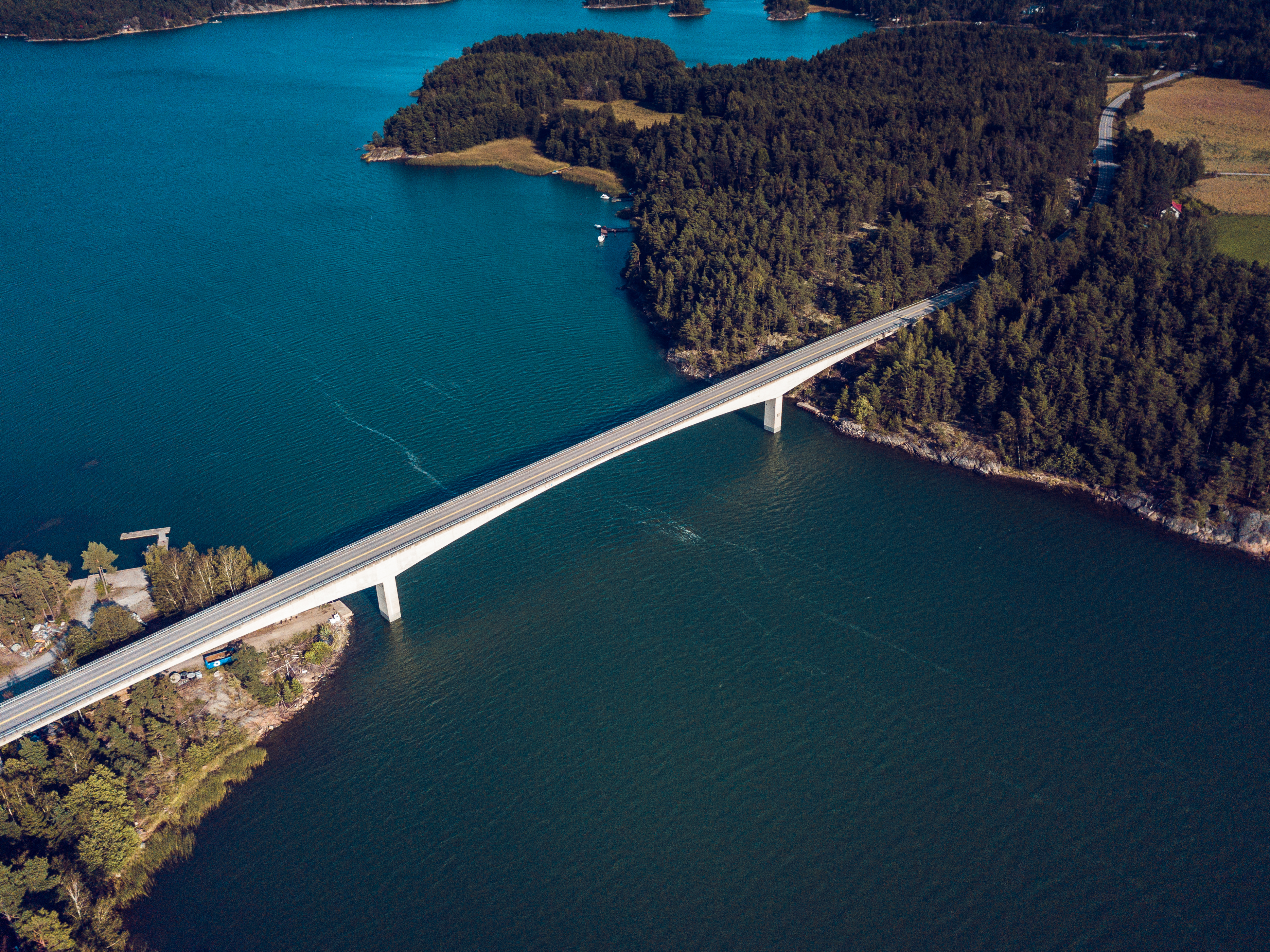
Le pont Norrströmsbron à Nauvo.

- Kaarina
- Parainen
- Nauvo
- Korpo (75 km)